# Li Boyong
Li Boyong (chinesisch 李伯勇; * 1932 in Tianjin) ist ein chinesischer Politiker der Kommunistischen Partei Chinas (KPCh), der unter anderem zwischen 1993 und 1998 Arbeitsminister war.

## Leben
Li Boyong besuchte von 1948 bis 1950 die Polytechnische Universität Harbin und danach die Schule der Luftstreitkräfte der Volksrepublik China. Nach einer kurzzeitigen Verwendung in der 1. Brigade sowie der Logistikabteilung im Generalstab der Luftstreitkräfte, absolvierte er 1951 eine Ausbildung im Fach Luft- und Raumfahrttechnik in der Sowjetunion. Nach seiner Rückkehr war er im Verteidigungsministerium tätig und dort erst Ingenieur in der dritten Konstruktionsabteilung, Leiter des Ingenieurteams, stellvertretenden Direktor des Forschungsbüros sowie Chefdesigner der Fünften Akademie des Verteidigungsministeriums. Im Jahr 1973 wurde er stellvertretender Direktor im Siebten Ministeriums für Maschinenindustrie, stellvertretender Chefdesigner der Ausrüstung, Chefingenieur und Chefdesigner der Ausrüstungsabteilung. Ab 1981 war er im Siebten Ministerium für Maschinenbauindustrie tätig, das im Mai 1982 in  „Ministerium für Raumfahrtindustrie“ umbenannt wurde. 1984 wurde Li zunächst stellvertretender Vorstandsvorsitzender, dann Vorstandsvorsitzender der Chinesischen Akademie für Trägerraketentechnologie. Gleichzeitig war er weiterhin beim Ministerium für Raumfahrtindustrie tätig, wo er für Entwicklung und Produktion der Triebwerke der Trägerraketen vom Typ Langer Marsch zuständig war.
Im Anschluss war Li Boyong zwischen 1986 und 1988 zunächst Vizeminister für Arbeit und Personal beziehungsweise von 1988 bis 1990 Vizeminister für Arbeit. Danach fungierte er zwischen 1990 und 1993 in Personalunion als Vizegouverneur der Volksregierung der Provinz Sichuan sowie als stellvertretender Sekretär des KPCh-Provinzkomitees der Provinz Sichuan. Auf dem XIV. Parteitag der Kommunistischen Partei Chinas wurde er 1992 zum Mitglied des Zentralkomitee der Kommunistischen Partei Chinas (ZK der KPCh) gewählt, dem er bis 1997 angehörte. 1993 wurde er als Nachfolger von Ruan Chongwu zum Arbeitsminister im Staatsrat der Volksrepublik China ernannt und bekleidete dieses Amt bis März 1998, woraufhin Zhang Zuoji als Minister für Arbeit und soziale Sicherheit seine Nachfolge antrat. Zugleich war er zwischen 1993 und 1998 auch Sekretär der KPCh-Leitungsgruppe im Arbeitsministerium. Er war zuletzt von 1998 bis 2003 Mitglied des Nationalen Volkskongresses und gehörte zugleich dem Ständigen Ausschuss des Nationalen Volkskongresses als Mitglied an.